# 石原和昌
石原 和昌（いしはら かずあき、1937年〈昭和12年〉‐ ）は、日本の経営学・儒教文化研究家。北海道出身。

## 略歴
- 1960年（昭和35年）小樽商科大学商学部卒業後、中小企業金融公庫に入庫
- その後、同人事次長や同秋田支店長、同新潟支店長、同考査部長、同参事役を歴任
- 1994年（平成6年）中小企業金融公庫退職
- その後、互助会保証監査役などを歴任
- 1999年（平成11年）中小企業国際センター監事に就任。東京成徳大学兼任講師。[1]

## 著書
- 『企業存立の条件』（日本経済評論社、1987年）
- 『良知の人 河井継之助』（日本経済評論社、1993年）
- 『経営の突破口は儒学にあり』（東洋経済新報社、2000年）

## 駐
1. ↑  以上につき『北海道人物・人材リスト 2004 あ－お』（日外アソシエーツ編集・発行、2003年）ｐ168

| スタブアイコン | サブスタブ | この項目は、まだ閲覧者の調べものの参照としては役立たない、人物に関連した書きかけの項目です。この項目を加筆・訂正などしてくださる協力者を求めています（P:人物伝/PJ:人物伝）。 |